# Konkoro
Pour les articles homonymes, voir Konkoro (homonymie).
Konkoro est une commune rurale située dans le département de Barani de la province de Kossi dans la région de la Boucle du Mouhoun au Burkina Faso.

## Géographie
Konkoro est situé à 9 km au nord de Barani.

## Santé et éducation
Le centre de soins le plus proche de Konkoro est le centre de santé et de promotion sociale (CSPS) de Barani tandis que le centre médical avec antenne chirurgicales (CMA) se trouve à Nouna.